# Solpugema coquinae
Espèce
Synonymes
- Solpuga coquinae Hewitt, 1914
- Solpuga coquinae orangica Hewitt, 1919

Solpugema coquinae est une espèce de solifuges de la famille des Solpugidae.

## Distribution
Cette espèce est endémique d'Afrique du Sud.

## Description
Le mâle holotype mesure 25 mm.

## Liste des sous-espèces
Selon Solifuges of the World (version 1.0) :
- Solpugema coquinae coquinae (Hewitt, 1914)
- Solpugema coquinae orangica (Hewitt, 1919)

## Publications originales
- Hewitt, 1914 : Descriptions of new Arachnida from South Africa. Records of the Albany Museum, vol. 3, p. 1-37.
- Hewitt, 1919 : A short survey of the Solifugae of South Africa. Annals of the Transvaal Museum, vol. 7, p. 1–76 (texte intégral).